# Brotterode-Trusetal
Brotterode-Trusetal är en stad i Landkreis Schmalkalden-Meiningen i förbundslandet Thüringen i Tyskland.
Den tidigare staden och kurorten Brotterode uppgick i kommunen Trusetal den 11 december 2011 och namnet på Trusetal ändrades samtidigt till Brotterode-Trusetal.

## Vänorter
- Bad Vilbel, Tyskland, sedan 1990
- Hachenburg, Tyskland, sedan 1992
- Nentershausen, Hessen, Tyskland, sedan 1990
- Saint-Martin-le-Vinoux, Frankrike, sedan 1996